# هاوارد پترسون
هاوارد پترسون (به انگلیسی: Howard Patterson) (زادهٔ ۱۸ سپتامبر ۱۹۲۷) شناگر اهل ایالات متحده آمریکا است.